# Hurones
Hurones est une commune d'Espagne dans la communauté autonome de Castille-et-León, province de Burgos. Elle s'étend sur 8,295 km2 et comptait environ 53 habitants en 2024.

## Géographie
Située à 11 km de la capitale provinciale, Burgos, elle couvre une superficie d'environ 8,29 km2 et compte une population de 77 habitants. Son altitude est de 930  mètre au-dessus du niveau de la mer.
Dans la commune de Hurones se trouve également le quartier (es) de Las Mijaradas (es), où un terrain de golf a été aménagé.

## Évolution démographique
| Année      | 1857 | 1900 | 1950 | 2000 | 2018 | 2024 |
| Population | 219  | 195  | 162  | 58   | 65   | 53   |

La mécanisation de l'agriculture , l'abandon des petites exploitations et la perte d'emplois qui en a résulté ont entraîné un déclin important de la population depuis le milieu du XXe siècle ( exode rural ).

## Économie
Pendant des siècles, les habitants de la communauté rurale ont vécu comme des agriculteurs autosuffisants . Grâce à la proximité de la ville de Burgos, il était également possible de commercialiser les produits excédentaires.

## Histoire
Au début du Xe siècle, la région fut reconquise (reconquista) par les chrétiens sous la direction du comte Gonzalo Fernández et repeuplée ( 
 repoblación ) ; C'est probablement à cette époque que fut fondée la ville, étroitement liée à la ville voisine de Las Mijaradas, constituée en 1837 .

## Tourisme
L'église, construite au début du XIIIe siècle, est dédiée à l'apôtre Jacques, le saint patron de la Reconquista de l'Espagne. De l'église primitive, il ne reste dans son état originel que l' abside ; La nef et le clocher (campanario) sont des ajouts ultérieurs. L' élément qui attire l'attention à l'intérieur à nef unique de l'église est le retable baroque tardif ( retablo) de style  churrigueriste , au centre duquel se trouve une figure équestre de Jacques apôtre . Une voie romaine rectiligne traverse le sud de la commune.

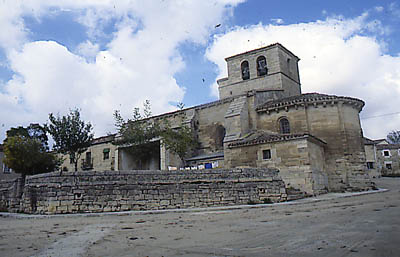
Église de Santiago Apóstol